# Гелена (Джорджія)
Гелена (англ. Helena) — місто (англ. city) в США, в округах Телфер і Вілер штату Джорджія. Населення — 2883 особи (2010).

## Географія
Гелена розташована за координатами 32°4′45″ пн. ш. 82°54′37″ зх. д. / 32.07917° пн. ш. 82.91028° зх. д. (32.079038, -82.910156).  За даними Бюро перепису населення США в 2010 році місто мало площу 5,48 км², з яких 5,43 км² — суходіл та 0,05 км² — водойми.

## Демографія
Згідно з переписом 2010 року, у місті мешкали 2883 особи в 692 домогосподарствах у складі 443 родин. Густота населення становила 526 осіб/км².  Було 825 помешкань (151/км²).
Расовий склад населення:
| - 54,0 % — чорних або афроамериканців - 41,0 % — білих - 0,2 % — азіатів - 3,9 % — осіб інших рас |

До двох чи більше рас належало 0,9 %. Частка іспаномовних становила 7,3 % від усіх жителів.
За віковим діапазоном населення розподілялося таким чином: 15,6 % — особи молодші 18 років, 75,3 % — особи у віці 18—64 років, 9,1 % — особи у віці 65 років та старші. Медіана віку мешканця становила 34,1 року. На 100 осіб жіночої статі у місті припадало 223,6 чоловіків;  на 100 жінок у віці від 18 років та старших — 263,7 чоловіків також старших 18 років.